# ジャック・ジョンソン (ボクサー)

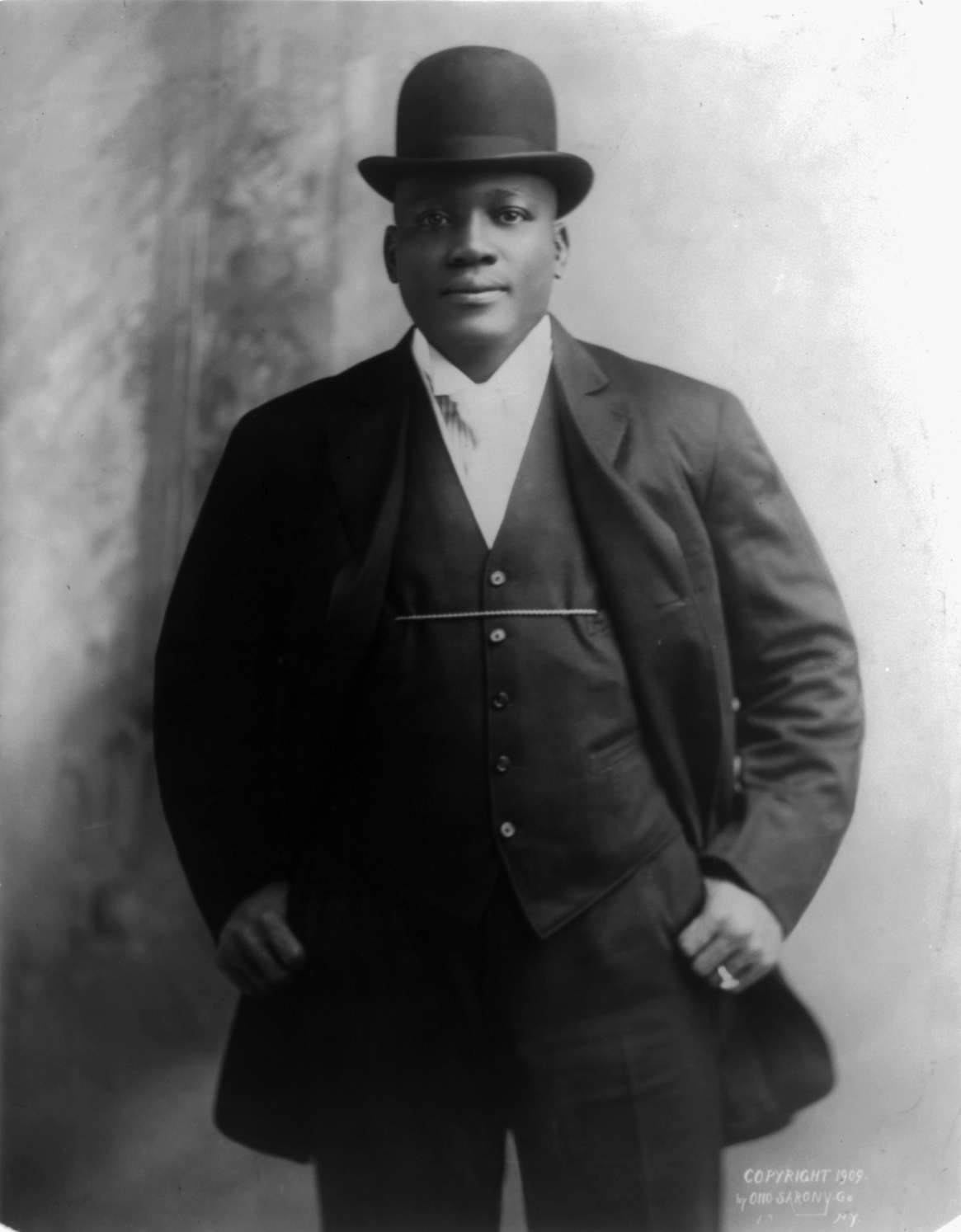
正装時のジョンソン

ジャック・ジョンソン（Jack Johnson、1878年3月31日 - 1946年6月10日）は、アメリカ合衆国のプロボクサー。テキサス州ガルベストン出身。元ボクシング世界ヘビー級王者。
奴隷の子供として生まれ、黒人隔離の州法ジム・クロウ法の最盛期に、黒人として初の世界ヘビー級王者（1908年-1915年）となり、非常に大きな論争の的となった。
リングの内外で白人に対して挑発的な言動を取り続けたボクサーで、ジョンソンのドキュメンタリー映画を制作した映画監督のケン・バーンズは、「13年以上にわたり、ジャック・ジョンソンは地球上で最も有名であると同時に、最も悪名高い黒人であった」と評した。歴史上最も影響力のあったボクサーの一人で、ボクシングの枠を超えて、アメリカの人種差別の文化と歴史の象徴的人物の一人とされている。

## 来歴

### 生い立ち
ジャック・ジョンソンは、ヘンリーと妻ティナの9人兄弟の3番目の子供として、テキサス州ガルベストンで生まれた。両親は元奴隷の敬虔なメソジストであり、9人もの子供を養うため、清掃員や皿洗いとして働いた。ジョンソンは5年間学校に通い、当時は病弱な子供であった。ジョンソンは当時のことを、「育った地区では、白人も黒人と同じように貧しく生活に苦労しており、そのため黒人差別はなかった」、ジョンソン自身も差別や隔離をされた経験がなく、「白人のギャングと一緒に悪さをしたり、白人の友達の家に遊びに行けば、その母親からクッキーをもらい、夜はその家族と一緒に食卓を囲み、そのまま泊めてもらった、俺に白人の方がお前よりも優れていると言ってくるような人間も一人もいなかった」と語っている。
ジョンソンは学校を辞めて働き始め、そこで出会った友人がボクシングをやっていたことから自身もボクシングを始めた。

### プロボクサーとしての経歴
1898年11月1日にプロデビュー戦を行った。1901年2月25日、ユダヤ人ボクサーであったジョー・コインスキーと対戦したが、コインスキーは経験豊かなボクサーであり、3ラウンドでジョンソンをノックアウトした。しかし、当時テキサス州ではプロボクシングが禁止されていたため（この当時ボクシングは野球や競馬と並んでアメリカでポピュラーなメジャースポーツであったが、テキサスを含め多くの州において、試合は公的には違法なものであった）、2人は「違法試合」の咎で逮捕され、保釈金が5千ドルに設定されるがどちらも支払えなかったため、23日間刑務所に収容された。ジョンソンは刑務所内でコインスキからボクシングを習い、2人はこの時以来友人となった。

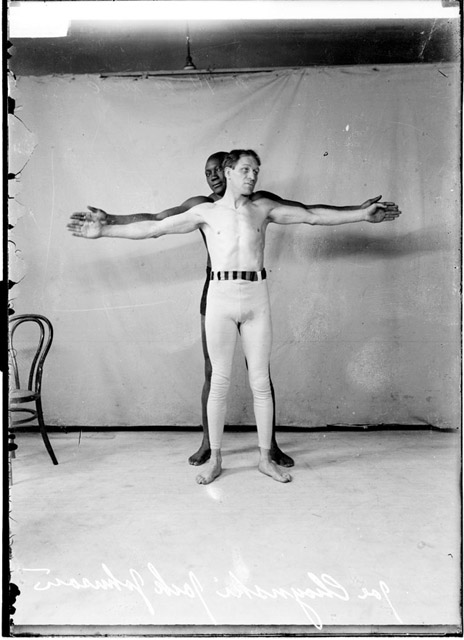
1909年のコインスキー（前）とジョンソン（後）

1903年2月3日、ジョンソンは黒人ヘビー級王者“デンバー”エド・マーティンに20ラウンド判定勝ちを収めて、初のタイトルとなる、黒人ヘビー級王座（当時黒人が挑戦できた唯一のタイトルで、通常のボクシング世界ヘビー級王座には黒人は挑戦できなかった）を獲得した。
ジョンソンは世界ヘビー級王座を獲得しようと試みたが、世界ヘビー級王者であったジェームス・J・ジェフリーズがカラーラインを使いジョンソンとの対戦を拒んだため、果たすことができなかった。黒人は世界タイトルマッチ以外でならば白人と対戦することができたが、アメリカにおいて世界ヘビー級王者という座は大変な栄誉であり、当時は黒人がそれを競い合うに値するなどとはまったく考えられていなかった。しかし、ジョンソンは1907年7月に元世界ヘビー級王者のボブ・フィッシモンズと対戦する機会を得る。当時44歳のフィッシモンズには昔日の面影無く、ジョンソンはたやすく2ラウンドKOで勝利した。

#### 世界ヘビー級王者
黒人ヘビー級王座の防衛記録を17にまで伸ばしたジョンソンは、1908年12月26日にようやく世界ヘビー級王座を獲得した。カナダ人の王者、トミー・バーンズを世界中追い掛け回して公の場で罵りつづけ、オーストラリアのシドニーでの試合に持ち込んだ。試合は20,000人を超える観客の前で、レフェリーはなんとバーンズのマネージャーが務めたが、ハンデにはならなかった。ジョンソンは今までの恨みを晴らすかのようにバーンズをいたぶり続け、14ラウンド目にレフェリーが試合を止めなかったため、見かねた警察官が乱入して試合をやめさせた。これによりレフェリーはTKOの裁定を下して王座はジョンソンのものとなった。試合中、ジョンソンはバーンズとそのリングサイドのクルーを嘲っていた。バーンズが崩れ落ちそうになるたびに、ジョンソンは彼を掴まえてもう一度立たせ、さらに攻撃を加え続けた。ジョンソンがフィニッシュを決める瞬間、バーンズの敗北を映し出さないためにカメラが止められた。
ジョンソンがバーンズに勝利してからというもの、白人の間では人種的な憎悪の念が広まり、ジャック・ロンドンのような社会主義者でさえ、ジョンソン（類人猿とまで戯画化された）から王座を奪取し、それを本来保持すべき「優生種」の白人の元へもたらす「グレート・ホワイト・ホープ」（Great White Hope、白人の期待の星）の到来を切望した。そのため、ジョンソンはこうした「グレート・ホワイト・ホープ」としてプロモーターが用意した数多くの選手と立て続けに試合をさせられたが、その多くはエキシビション・マッチであった。
1909年だけでも、ジョンソンはヴィクター・マクラグレン、フランク・モラン、トニー・ロス、アル・カウフマン、ミドル級王者のスタンリー・ケッチェルらを退けた。ケッチェルとの試合はもともとはエキシビションで、実際2人は12ラウンドまではエキシビションとして戦っていたが、12ラウンドにケッチェルのパンチを頭に受けジョンソンがダウンをすると、ジョンソンは怒り狂い、立ち上がるとケッチェルの顎にストレートを放ち、何本かの歯をへし折りKOした。試合を終えたジョンソンのグローブにケッチェルの折れた歯が何本も突き刺さっている映像が残されている。

#### 世紀の決戦

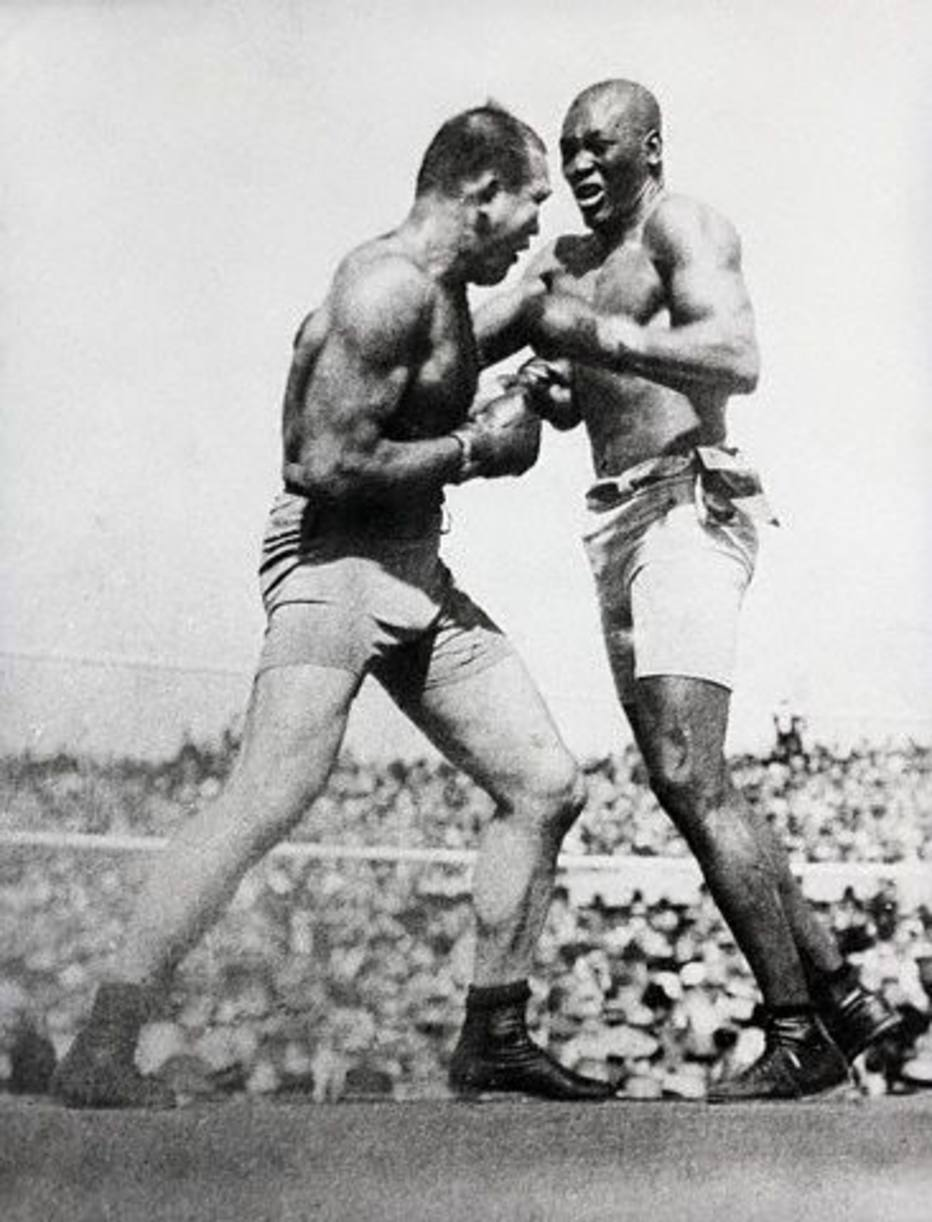
ジョンソンとジェフリーズの試合、1910年

バーンズがジョンソンに敗北した直後から上がっていた、「白人人種の名誉を回復する」ための戦いを求める白人たちの声に応える形で、1910年、無敗のまま引退していた元ヘビー級王者のジェームス・J・ジェフリーズがジョンソンと対戦するために現役復帰を宣言し、「私は白人が黒ん坊よりも優れていることを証明する、ただそのためだけにこの試合を戦う」と言い放った。タバコ農家として引退後を過ごしていたジェフリーズは35歳で6年間試合から遠ざかっており、復帰して試合に臨むために100ポンド（約45キロ）もの減量をする必要があったが、それにも関わらず、白人からの期待を一身に受けていたジェフリーズはブックメーカーのオッズで10対7で有利と予想されていた。
試合は1910年7月4日のアメリカ独立記念日の日に、ネバダ州リノのダウンタウンに作られた特設リングで20,000人の観客を前に行なわれた。白人人種の象徴的な代表者と最も悪名高い黒人ボクサーとの決戦という構図は異様な盛り上がりをみせ、会場内への銃の持ち込みが禁止され、アルコールの販売も禁止された。
この試合は人種間の緊張関係の温床の相を呈し、リングサイドの楽団は "All coons look alike to me" （クーン・ソング (Coon song) と呼ばれる、人種的偏見に基づいて黒人を嘲弄した歌）を演奏し、プロモーターは白人で埋め尽くされた客席を煽動して「ニガーを殺せ！（kill the nigger）」の大音声を繰り返させた。しかし試合が始まってみれば、ジョンソンの方がジェフリーズよりも強く、機敏であることは明らかとなった。第15ラウンド、その経歴を通じて初めて1ラウンドに2回のダウンを喫したジェフリーズのセコンドは、ジェフリーズのKO負けを避けるため試合を棄権した。
この「世紀の決戦」によりジョンソンは65,000ドル（2021年時点の換算で190万ドル）の報酬を得ただけでなく、批判者たちをも沈黙させた。彼らは、前王者バーンズはジェフリーズが無敗のまま引退したおかげでベルトを手にした偽者の王者だと主張し、したがってジョンソンがバーンズを倒して王者になったとはいえ、そんな勝利など「無内容」だと過小評価していたのである。

#### 暴動とその余波
試合の行なわれた7月4日の夜、テキサス州やコロラド州からニューヨーク、ワシントンD.C.に至るまで、合衆国中で人種暴動が引き起こされた。ジェフリーズに対してジョンソンが勝利したことにより、ジョンソンを打ち倒す「グレート・ホワイト・ホープ」を見つけ出すという白人たちの夢は挫折した。多くの白人たちはジェフリーズの敗北に屈辱を覚え、ジョンソンのコメントに怒り狂った。
一方黒人たちは歓喜して、ジョンソンの偉大な勝利を長く虐げられてきたその人種全体の勝利として祝った。黒人の詩人ウィリアム・ウェアリング・クーニーはのちに自作の詩 "My Lord, What a Moming" において、この試合に対する黒人の反応を強調した。
国中で黒人たちが自然発生的なパレードを行ない、祈祷所に集合し、ギャンブルの配当金によって買い物などをした。こうした浮かれ騒ぎに対して暴力的な反応を示す白人もおり、一部の白人警察や怒りに駆られた白人市民が暴力によって黒人の浮かれ騒ぎを止めさせようとした。罪もない黒人が路上で襲撃され、場合によっては白人のギャングが近隣の黒人宅へ押し入り、家屋を焼き払うなどといった事件も起きた。警察は黒人に対するリンチの仲裁などの対応にも追われた。全体として、25以上の州と50以上の都市で暴動が発生した。少なくとも23人の黒人と2人の白人がこれらの暴動によって死亡し、負傷者は数百人にも及んだ。
ある州ではジョンソンが白人ボクサーに勝利する場面の撮影を禁止するという措置を取った。アフリカ系アメリカ人の新聞は、黒人が優れているというイメージが出回ることを白人たちは恐れていると述べ、一方で黒人が勝つ場面の撮影を禁止しておきながら他方では黒人に対するリンチを無批判のまま放置している白人の報道を偽善的なものだと主張した。Washington Bee紙は「白人はもはやその地位を脅かすものなく第一級の存在でいられるのが当然とは思うことができなくなっている。こうした事実を見てもわれわれはそのことを窺い知ることができる」と書いた。

#### カラーライン
皮肉なことに、王者が黒人ボクサーとの対戦を拒否することができるカラーラインはジョンソンの統治下でも効力を残したままであった。ジョンソンは世界ヘビー級王者になったあと5年間黒人ボクサーとの対戦を拒否し、黒人ヘビー級王者ハリー・ウィルズ、前黒人ヘビー級王者サム・ラングフォードなどとの対戦を徹底して避けた。
黒人ボクサー同士のタイトルマッチでは、当時の観客へは訴求力を持たず、金にならなかったこともありジャクソンは黒人ボクサーにチャンスを与えなかったのである。黒人ボクサーからの対戦要求を拒み、実質的にカラーラインを引いたに等しいジョンソンに対し、黒人コミュニティは失望の声を上げた。なかでもジョー・ジャネット（1909に黒人ヘビー級王座奪取）の憤りは激しく、「世界チャンピオンになって、ジャックは旧友を忘れてしまった。彼は同胞に対してカラーラインを引いた」と非難した。

#### 国外逃亡
1912年12月に、ジョンソンは売春婦のベル・シュライバーを同行させ、「不道徳な目的のために白人女性を州境の外まで連れ出すこと」を禁じたマン法違反で逮捕され、裁判で有罪判決を受けた。判事のジョージ・カーペンターはジョンソンに禁固1年と1日、そして1000ドルの罰金を言い渡した。これは、黒人の中で最も有名な人間は、その黒人全体に与える影響が大きいのだから、罰金以上の刑が必要というのがその理由だった。
しかし保釈中のジョンソンはカナダを経由してフランスに国外逃亡し、そこでようやく黒人ボクサーを相手に防衛戦を行うことを決める。しかし対戦相手に選んだのは、その時の黒人ヘビー級王者サム・ラングフォードではなく、1910年にラングフォードとの直接対決で負けており、ジョー・ジャネットとの直近の試合で3連敗を喫している、ほぼ無名のバトリング・ジム・ジョンソンだった。1913年12月19日にパリでバトリング・ジム・ジョンソンを相手に防衛戦を行い、世界ヘビー級王座が懸かった試合で黒人同士が対戦するのは史上初めてだった。しかし、試合は、試合後にジョンソンが試合中に左腕を傷めていたことが主催者から明かされたが、客から大ブーイングが起こり、金を返せという声があちこちから上がる、エキシビションのような凡戦で、そのまま10ラウンド引き分けに終わった。
翌1914年6月27日にアメリカのフランク・モランを相手にフランスで2度目の防衛戦を行った。結果、20ラウンド判定でジャクソンが防衛を果たした。ところが、試合中にファイトマネーの引き出し状を持っていた弁護士のルシアン・セルフが急逝し、引き出し状の行方が分からなくなってしまう。その為、フランス銀行から金を引き出せず、ジャクソンはファイトマネーの一部である2万ドルを受け取り損ねてしまった。
またこのフランスへの逃亡中に、アメリカでは勝手に世界ヘビー級王者決定戦が挙行されていた。1913年1月1日にアメリカのプロモーターは勝手に新たに世界ヘビー級タイトルマッチを行い、白人同士で世界王者決定戦をやらせた。もちろん、この世界戦は正規の世界戦として現在でも認められておらず、この試合で勝ったルーサー・マカーティは王者として認められていない。こうして妙な世界ヘビー級王者になったルーサー・マカーティはカラーラインを宣言し、黒人との試合を拒んだ。なお、マカーティは世界王座防衛戦直前に落馬して首の骨を折っていたことが原因で試合中に倒れた。そしてその直後に急逝した。この王座はジョルジュ・カルパンチェに引き継がれていった。

#### 王座陥落
1915年4月5日にキューバのハバナで行われた試合で、ジョンソンはジェス・ウィラードに王座を奪われた。ウィラードは元カウボーイで、30歳近くなってからボクシングを始めたばかりであった。ヴェダド競技場に25,000人の観客を動員し、全45ラウンドの試合の第26ラウンドでジョンソンはKOされた。ジョンソンは身長2メートルの巨漢ウィラードをノックアウトすることができず、ウィラードはカウンターパンチャーとしてジョンソンに先手を打たせていた。ジョンソンは20ラウンドを経たころから疲れを見せ始め、26ラウンドにノックアウトされる前からウィラードの重いボディーブローに、苦しんでいる様子が見られた。ウィラードは正々堂々と勝利を収めたと一般に認められているが、一方でジョンソンが「アメリカに帰国出来るようにしてやる」という条件で八百長を受けたという噂も流れた。ウィラード曰く「ジョンソンが本当に試合を投げるつもりだったのなら、もっと早くしてほしかったね。何しろあそこは地獄よりも熱かったからな」。当時、ノックアウトされてリングに横たわりながら、両手でハバナの日差しを遮るジョンソンの姿は物議を醸した。
ヨーロッパ、南アメリカ、メキシコでの国外逃亡から1920年7月に7年ぶりにアメリカへ戻り、1921年7月9日まで連邦刑務所で収監された。

### 後半生
王座陥落後も、ジョンソンは試合を続けたが、年齢による衰えは隠すことができなくなり、晩年は負けが込んだ。ジョンソンは60歳近くまで試合を続けたが、40歳を超えたあたりから行われた試合には、公式試合として扱われているものにも、エキシビションで行われたものがいくつかあると考えられている。またプライベートな場所で一部の限られた客のための試合も行った。1945年11月27日に67歳で最後のリングに上がり、1分3ラウンドのエキシビションでジョー・ジャネット及びジョン・バルコートと対戦した。
ジョンソンは1946年6月10日にノースカロライナ州ローリー近くで、ダイナーで黒人であることを理由に食事を出すことを拒否されたことに腹を立てて車を運転していたところ、電柱に激突する自動車事故を起こし、黒人病院に運ばれたが命を落とした。没68歳。

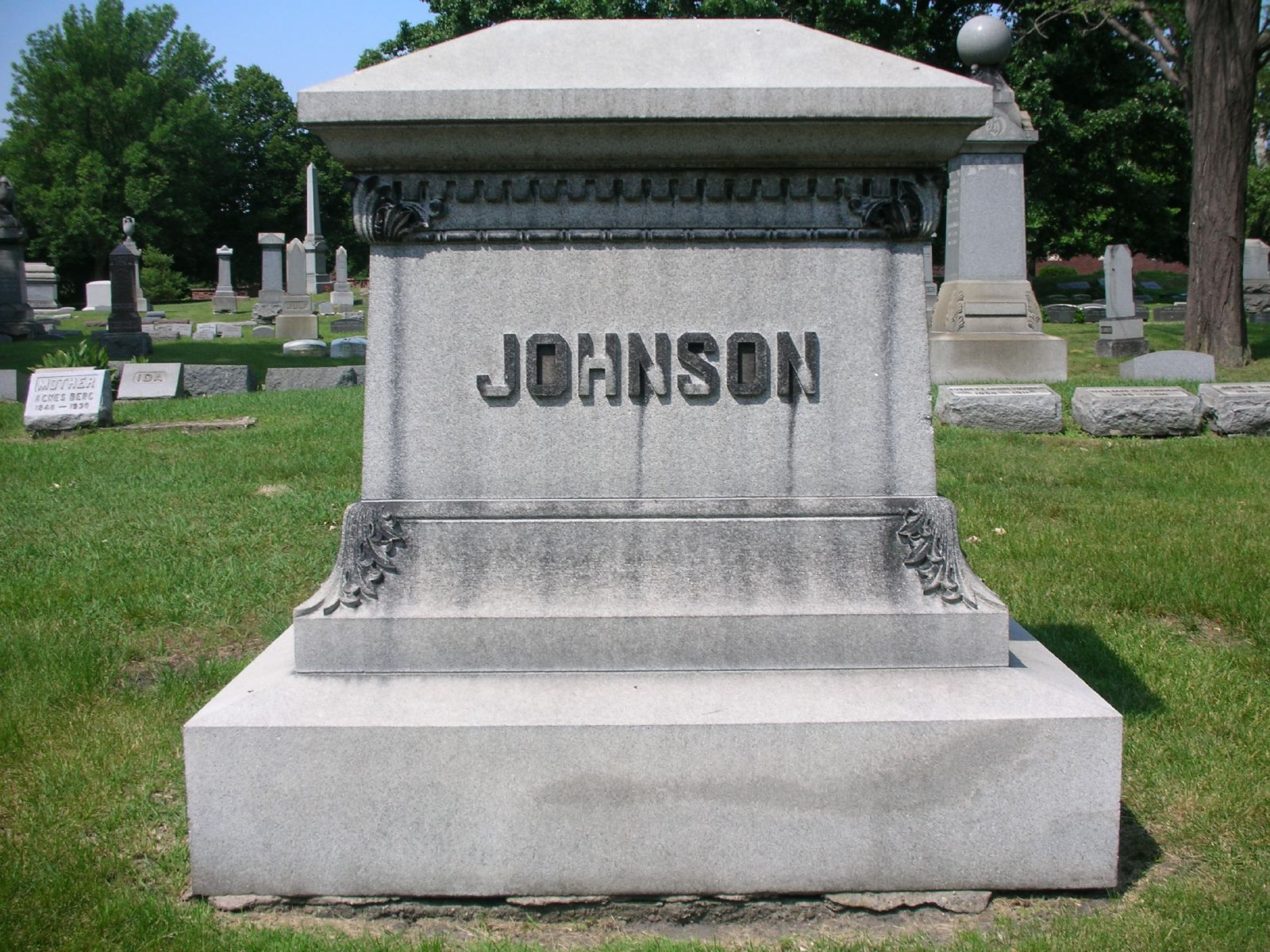
ジョンソンの墓

ジョンソンはシカゴのグレースランド墓地の、自殺した最初の妻エッタ・デュリエイの隣に埋葬された。ジョンソンの墓石には当初は銘が刻まれていなかったが、後に「ジョンソン」とだけ書かれた墓碑が、彼と妻の埋葬された区画の上に立てられ、2005年にケン・バーンズによるジョンソンのドキュメンタリー映画が公開された時に、「ジャック /ジョンA.ジョンソン / 1878-1946」「最初の黒人ヘビー級 /世界チャンピオン」と新たな銘が刻まれた。
2018年5月24日、ドナルド・トランプ大統領により1913年にマン法に抵触し有罪になっていたことに対して死後恩赦が与えられた。

## ボクシングスタイル
ジョンソンのボクシングスタイルは非常に特徴的なものだった。彼はそのころ慣習的であったスタイルよりも忍耐的なアプローチを取った。すなわち、防御的に立ち回って相手のミスを待ち、それを利用するというものである。ジョンソンは常に用心深く試合を始め、ラウンドを重ねるにつれ徐々に攻撃的なファイターになっていった。彼は対戦相手の攻撃を避けては素早いカウンターを浴びせるという攻撃を繰り返したため、相手を一撃でノックアウトするよりも執拗に打ち込むことが多かった。彼は挑みがたい印象を常に与え、勢いに乗ったときには強烈なパンチを繰り出すことができた。
ジョンソンのスタイルは非常に効果的であったが、白人のマスメディアからは臆病で卑怯なものだと批判された。一方で10年前から同様のテクニックを用いていた白人の世界ヘビー級王者で、ジェントルマン・ジムの異名を取っていたジェームス・J・コーベットについては、白人のマスメディアは「ボクシング界の最も賢明な男」と賞賛していた。

## 個人生活
ジョンソンはセレブ・スポーツ人の先例の1人であり、プレスの前には定期的に顔を出し、ラジオや映画にも出演するようになった。特許医薬品なども含めた様々な製品の保証人になることで莫大な収入を得て、宝石や毛皮など高価な買い物をした。スピード違反の切符を切られて50ドルの罰金を科せられたときには、100ドル紙幣を渡し、警官が受け取りを拒否すると、「帰りも同じスピードで行くから釣りは取っとけ」と言い放った。
ジョンソンはアメリカ社会における黒人の社会的・経済的「地位」なる慣習に一切価値を認めていなかった。黒人の男性と白人の女性が肉体関係をもつことは強いタブーであったが、ジョンソンはこれを破り、リングの内外で人々を（白人と黒人とを問わず）罵った。ジョンソンはためらうことなく白人女性を愛し、やはりリングの内でも外でも自分の肉体的な能力を誇示した。チャンピオンのホテルの部屋から出てくる女性たちや順番待ちをしている女性たちの列を見たリポーターに持続力の秘密を訊ねられたときには、「ゼリー詰めのウナギでも食って深く考えないことだな」と答えたとされている。
1920年、ジョンソンはハーレム地区にナイトクラブを建てた。3年後に彼はこの店を白人ギャングのオウニー・マドゥンに売却し、マドゥンはコットン・クラブと店名を変えた。

### 結婚
ジョンソンは1911年1月18日に白人のエッタ・デュリエイと結婚した。デュリエイは、元々うつ病の傾向があったが、ジョンソンからの暴力と浮気に加えて、黒人であるジョンソンと結婚したことに対する世間からの厳しい反応により、症状が悪化。2度自殺未遂を起こした後、1911年9月に拳銃で自殺した。ジョンソンはその直後に浮気相手であった18歳の白人の売春婦ルーシー・キャメロンと再婚した。いずれの女性も白人であったが、この事実は当時きわめて大きな論争の的となった。ジョンソンがキャメロンと結婚したあとには、南部の牧師2人がジョンソンをリンチにかけろと勧告したほどである。その後キャメロンとは、ジョンソンの浮気が原因で1924年に離婚した。ジョンソンは直ぐに次の女性アイリン・ピノーと付き合い、翌年ピノーが夫と離婚後、3度目となる結婚をした。

### 収監から死後の大統領恩赦
1912年10月18日、ジョンソンは、ルーシー・キャメロンが売春婦であるとして「不道徳な目的のために白人女性を州境の外まで連れ出すこと」を禁じたマン法違反の嫌疑をかけられ逮捕された。キャメロンの母親も、娘は精神障害があると宣誓した。直後に2人は結婚し、キャメロンはジョンソンの2番目の妻となり、捜査への協力を拒否したため、事件は立件されなかった。
しかし、ジョンソンの多くの恋人の1人であった売春婦のベル・シュライバーが証言をしたため、ジョンソンは再びマン法違反の嫌疑で逮捕された。ジョンソンとシュライバーが付き合っていた期間は、マン法の法案通過前のことであったが、ジョンソンは1913年6月にケネソー・マウンテン・ランディスが裁判官を務める裁判で全員白人の陪審員から有罪判決を受け、禁固1年と1日を宣告された。
しかし、保釈中のジョンソンは国外へ逃亡を図り、黒人野球の選手になりすましカナダへ逃亡すると、モントリオールでルーシーと落ち合い、2人でさらにフランスへ逃亡した。その後7年間、2人はヨーロッパ、南アメリカ、メキシコで暮らしたが、1920年7月20日にアメリカに戻り、メキシコ国境の連邦政府の捜査官に出頭。1920年9月にレブンワース連邦刑務所へ収監され、1921年7月9日に釈放された。ジョンソンの死後には大統領による恩赦を与えるべきだという提案も繰り返しなされていた。
入獄中にジョンソンは、緩めた留め具を締め直すための道具の必要性に思い至り、そのためにレンチを改良した。彼はこの発明に対する特許を申請し、1922年4月18日に合衆国特許1,413,121号を取得した。
2018年5月24日、ドナルド・トランプ大統領により1913年にマン法に抵触し有罪になっていたことに対して死後恩赦が与えられた。

## 後代への影響
ジョンソンは1954年にボクシング栄誉の殿堂入りし、国際ボクシング殿堂と世界ボクシング殿堂の両方にリストされた。また2005年には、国立フィルム保存委員会 (National Film Preservation Board) が1910年のジョンソン - ジェフリーズ戦のフィルムを「歴史的に重要なもの」としてアメリカ国立フィルム登録簿に登録した。
ジョンソンの話を元として戯曲が書かれ、それを原作とした映画『ボクサー』が1970年に制作された。ジェームズ・アール・ジョーンズがジョンソン（映画の中ではジャック・ジェファーソンの名で登場する）に扮し、彼が思いを寄せる女性の役はジェーン・アレクサンダーが演じた。2005年には、映画作家のケン・バーンズがジョンソンの生涯を題材とした2部からなるドキュメンタリー "Unforgivable Blackness: The Rise and Fall of Jack Johnson" を制作した。この映画はジェフリー・C・ワードが2004年に発表した同題のノンフィクションを原作としたものである。
ファイターとしてのジョンソンの技巧と、それによって彼にもたらされた金は、彼を白人支配階級にとって無視できない存在にした。アフリカ系アメリカ人が市民権というものをほとんど享受することができず、超法規的な社会的強制力の手段としてのリンチが合衆国の多くの地域で認められていたこの時代において、彼の成功や挑発的な振る舞いは、人種差別主義的な当時の社会状況にとって深刻な脅威と受け取られた。ボクシング界がジョンソンの功績に反発した時期もしばらく続いた。後年、ジョー・ルイスは彼が「白人のように振る舞う」ことができると証明するまでヘビー級タイトルに挑戦することを許されず、打ち倒した対戦者を見て満足げな表情を見せたり、白人女性と一緒に写真に納まったりしないよう警告を受けた。しかしジョンソンが多くの点においてその先例となったといえるのは、おそらく、モハメド・アリであろう。実際にアリは自分がいかにジョンソンから大きな影響を受けたかについてしばしば語っている。アリはベトナム戦争に反対したため、同じように白人社会から爪弾きにされたことで、ジョンソンと同じ気持ちを味わうことになった。またアリは自伝において、往年の最も偉大なボクサーはジョンソンとジョー・ルイスであるという点で、自分とジョー・フレージャーの見解は一致しているとも述べている。

### ポピュラー・カルチャー
南部アメリカのパンク・ロック・バンド This Bike Is a Pipe Bomb には、ジャック・ジョンソンについての歌がある。この曲は彼らのCD "Three Way Tie For A Fifth" および Carrie Nations とのスプリット7インチに収録された。多くのヒップホップ・アーティストもまたジョンソンの功績を表現しているが、特に有名なものとしてはモス・デフのアルバム "The New Danger" があり、そこに収められた楽曲 "Zimzallabim" や "Blue Black Jack" などは彼らにとってのボクシング・ヒーローに捧げられている。マイルス・デイヴィスとウィントン・マルサリスはいずれもジャック・ジョンソンについてのドキュメンタリーのサウンドトラックを制作している。映画『俺たちニュースキャスター』 ("Anchorman: The Legend of Ron Burgundy") には、主人公ロン・バーガンディによるジャック・ジョンソンへの言及がしばしば登場する。マイルス・デイヴィスの1970年のアルバム『ジャック・ジョンソン』 ("A Tribute to Jack Johnson") はジョンソンの影響下に作られたものである。レコードの終わりには、俳優ブロック・ピーターズ扮するジョンソンのセリフも入る。
フォーク歌手でありブルース・ミュージシャンのレッドベリーはタイタニック号についての歌の中でジョンソンに言及している。タイタニック号に乗船しようとしていたが、船長から「石炭を載せるつもりはねえんだよ」と言われ乗船拒否されたジョンソンは、この船の事故と沈没を聞いたときにイーグル・ロック（当時流行していたダンス）を踊りだしたというエピソードを歌詞にしているのである。
カントリー・ミュージシャンのトム・ラッセルは「ジャック・ジョンソン」と題した曲を書き、バレンス・ウィットフィールドをリードボーカルに擁して1993年に録音し、アルバム "Hillbilly Voodoo" で発表した。この曲はジョンソンに対する賛歌であると同時に、彼が直面した人種主義に対する痛烈な告発である。
2006年、ウォルマートのウェブサイトでDVD購入者が『チャーリーとチョコレート工場』や『猿の惑星』のページから「類似の商品」を検索すると、ジョンソンの映画 "Unforgivable Blackness: The Rise and Fall of Jack Johnson" のページに誘導されるという珍現象が生じ、議論が引き起こされた。
NHL・オタワ・セネターズのレイ・エメリー (Ray Emery) はボクシングへの愛好心の証として、ジャック・ジョンソンの写真を貼り付けたマスクを身に着けて試合に出場したことがある（マイク・タイソンの写真を付けていたこともある）。
テキサス州ガルベストンの41番街は彼にちなんで「ジャック・ジョンソン大通り」と名づけられた。

## 獲得タイトル
- 第11代黒人ヘビー級王座
- 第7代ボクシング世界ヘビー級王座